# 達納 (加利福尼亞州)
達納（英語：Dana）是位於美國加利福尼亞州沙斯塔縣的一個非建制地區。該地的面積和人口皆未知。

## 地理
達納的座標為41°06′42″N 121°33′53″W / 41.11167°N 121.56472°W，而該地的平均海拔高度為1016米（即3333英尺）。